# Thirty Three and 1/3
Albums de George Harrison
The Best of George Harrison
(1976) George Harrison
(1979)
Singles
1. This Song/Learning How To Love You
Sortie : 15 novembre 1976
2. Crackerbox Palace/Learning How To Love You
Sortie : 24 janvier 1977 (États-Unis seulement)
3. True Love/Pure Smokey
Sortie : 11 février 1977 (Royaume-Uni seulement)
4. It's What You Value/Woman Don't Cry For Me
Sortie : 31 mai 1977 (Royaume-Uni seulement)

Thirty Three & 1/3 (typographié Thirty Three & 1/ॐ) est le cinquième album studio de George Harrison en solo, sorti fin 1976. Enregistré alors que son auteur a tout juste 33 ans et un tiers (d'où le titre qui rappelle aussi la vitesse exacte de la révolution d'un disque 33 tours), il marque la fin d'une période difficile pour le guitariste après son divorce. Il fréquente désormais sa future épouse Olivia, et aborde la composition de façon moins plaintive que sur ses albums précédents.
Ce nouvel opus comprend donc un certain nombre de chansons toniques et optimistes, dont This Song, qui fait allusion de façon détachée aux soucis juridiques de Harrison vis-à-vis de sa chanson My Sweet Lord. Comme à son habitude, le musicien se fait accompagner de plusieurs de ses amis, notamment Billy Preston, Tom Scott… et se charge lui-même de toutes les parties de guitare.
S'il est souvent considéré par la critique comme un album appréciable de George Harrison, il peine à trouver un public déçu par les albums précédents. Il devient cependant disque d'or aux États-Unis avec une onzième place dans les charts, et se hisse en 35e place des charts britanniques. Les singles qui l'accompagnent connaissent un succès honorable aux États-Unis, mais aucun n'entre dans les classements britanniques.

## Analyse musicale
Cet album s'appelle "Thirty Three & 1/3" parce que "Trente-trois ans 1/3" était l'âge exact de George Harrison à sa parution. Sa particularité est d'être le plus autobiographique des albums de l'ancien Beatle.
La chanson This Song fait notamment référence, avec ironie, au procès que le groupe The Chiffons lui intenta pour plagiat après la sortie de My Sweet Lord quelques années plus tôt. Le clip de cette même chanson My Sweet Lord, réalisé par ses amis les Monty Python, est d'ailleurs une satire mordante contre l'Institution juridique en Grande-Bretagne. En 1966, George Harrison ouvrait l'album des Beatles Revolver par Taxman, chanson écrite par amertume après que le célèbre groupe avait été la proie facile du fisc. Harrison récidive dans Thirty Three & 1/3 en composant la provocante chanson Crackerbox Palace. Crackerbox Palace est un manoir situé à Henley-on-Thames, en Grande-Bretagne, et que Harrison achète à prix d'or à la famille du juriste millionnaire Sir Frank Crisp (qu'il évoque dans son monumental All Things Must Pass), après sa rencontre avec le comédien américain Lord Buckley, qui lui présenta la résidence. Crackerbox Palace est ordinairement citée comme étant avant tout un pied-de-nez au fisc. C'est d'ailleurs là qu'il enregistre son album dans le nouveau studio qu'il s'est fait construire et qu'il prénomme FPSHOT pour Friar Park Studios Henley-On-Thames. Certainement un jeu de mots dont George Harrison avait le secret.

## Liste des chansons
Toutes les chansons sont écrites et composées par George Harrison, sauf mention contraire.
| 1. | Woman Don’t You Cry for Me |  | 3:19 |
| 2. | Dear One                   |  | 5:08 |
| 3. | Beautiful Girl             |  | 3:42 |
| 4. | This Song                  |  | 4:14 |
| 5. | See Yourself               |  | 2:51 |

| 6.  | It’s What You Value      |             | 5:09 |
| 7.  | True Love                | Cole Porter | 2:44 |
| 8.  | Pure Smokey              |             | 3:56 |
| 9.  | Crackerbox Palace        |             | 3:58 |
| 10. | Learning How to Love You |             | 4:13 |

## Fiche technique

### Personnel
- George Harrison : chant, guitare, synthétiseur, percussions
- Willy Weeks : basse
- David Foster : Fender Rhodes, clavinet
- Billy Preston : piano, orgue Hammond, synthétiseur
- Richard Tee : piano, Fender Rhodes, orgue
- Gary Wright : claviers
- Tom Scott : saxophone, flûte, lyricon
- Alvin Taylor : batterie
- Emil Richards : marimba